# Pierre Valdelièvre
 (décembre 2020).
 (décembre 2020).
Si vous disposez d'ouvrages ou d'articles de référence ou si vous connaissez des sites web de qualité traitant du thème abordé ici, merci de compléter l'article en donnant les références utiles à sa vérifiabilité et en les liant à la section « Notes et références ».
Pierre Valdelièvre, né à Lille (Nord) le 25 juin 1876 et mort à Leschelle (Aisne) le 9 octobre 1957, est un poète français.

## Biographie

### Son enfance, ses études
Pierre Valdelièvre naît le 25 juin 1876 à Lille.

### Sa vie d'adulte et son œuvre
Il entre dans l’industrie familiale G. Valdelièvre et fils.
Il épouse Louise Danel, d’une vieille famille lilloise, en 1901. Le couple s’installe à Lille.
Après la naissance des enfants, il présente des vers des Heures émues au concours de poésie de La société des Rosati[source secondaire souhaitée], société artistique fondée à Arras en 1778. Il s’intéresse aux nombreuses sociétés de poésie et y présente ses œuvres à chaque concours[source secondaire souhaitée].
Le 2 août 1914, la mobilisation générale est ordonnée, suivie de la déclaration de guerre du Reich allemand à la France. 
Pierre est envoyé à Maubeuge qu’il retrouve via Valenciennes. La rancœur de 1870 est tenace. La supériorité de l’armée allemande va mettre la ville en ruines en 10 jours et les bataillons sont faits prisonniers. Il rédige un petit journal sur cette période : Le Siège de Maubeuge, qu’il plie et cache dans la poignée de sa valise. Il le rapportera chez lui en 1918. Il retrouve son épouse et ses enfants. Deux garçons naissent en 1920 et en 1922 ; l’entreprise familiale se reconstitue.
Il décide de rédiger le récit de sa captivité : Les Bagnes d'Allemagne.
En 1923, La société des Rosati lui offrent la vice-présidence[source secondaire souhaitée]. Il oriente alors ses pensées vers un recueil de poèmes à la gloire de la Flandre : Ma Petite Patrie, poèmes de Flandre. L'ouvrage sera illustré par Omer Bouchery, Lillois et prix de Rome.
En 1929, l’entreprise de la famille doit déposer le bilan et demander le bénéfice de la liquidation judiciaire.
Il trouve à occuper le poste de secrétaire général de la Chambre métallurgique de Lille[source secondaire souhaitée] et se sent libéré, affranchi de tout souci d’intérêt.
En 1930, à la suite de sa rencontre avec une ancienne résistante, Madame d’Hoët-Dentant qui lui raconte son activité à Lille pendant l’occupation, il écrit Une Récappée, terme picard signifiant : Réchappée (du poteau d’exécution).
En 1931, pour la première fois il aborde le théâtre : La vocation de Téniers, à la gloire de l’École flamande et c’est en 1932 que paraît La Poésie de la mer.
Voulant exposer les relations que la poésie peut avoir avec la philosophie, il écrit La Psychologie du Poète en 1933. La même année, il participe au concours proposé par la Ligue Féminine Civique et Sociale pour provoquer l’éclosion d’œuvres destinées à lutter contre le travail des femmes en usine[source secondaire souhaitée]. 
En 1934, à l’occasion du cortège historique de Notre Dame de La Treille, auquel il participe, il écrit Le Miracle de la Treille. D’autres titres suivent.
En 1939 : Douze Sonnets votifs - Manuscrits affirment son aversion pour la poésie dactylographiée[source secondaire souhaitée]. En 1939 également Le Poète et la Cité en hommage à Auguste Angellier.
Septembre 1939 : une nouvelle guerre avec l'Allemagne est déclarée. Les parents et trois enfants fuient la ville vers le Maine-et-Loire. Il consigne dans un carnet toute la rancœur qu'il ressent. Rentré seul à Lille, il se remet à écrire. Acceptant mal l’issue de la guerre, âgé de soixante-dix ans, il décide de prendre sa retraite et sollicite la direction d’un centre de vacances pour les enfants des ouvriers de la métallurgie[source secondaire souhaitée], dans l'Aisne, dans le petit village d'Englancourt.
C’est en 1952 qu’il écrit Le Soir qui descend ou l'Eucologue du Vieillard (eucologue = recueil de prières) dans lequel il veut rendre grâce au ciel de la vie infiniment belle qu’il lui a plu de lui accorder.
Il écrit ses Mémoires en 1945.

## La liste de son œuvre
| ANNÉE | ŒUVRE                                                  | SUJET                                                        | ÉDITEUR                        |
| ----- | ------------------------------------------------------ | ------------------------------------------------------------ | ------------------------------ |
| 1911  | Les Enfants (non retrouvé)                             | Poèmes                                                       | Revue du Languedoc             |
| 1912  | Les Heures émues (non retrouvé)                        |                                                              | Beffroi                        |
| 1917  | Le Siège de Maubeuge                                   | Récit historique et guerrier                                 | Manuscrit                      |
| 1920  | Les Bagnes d'Allemagne                                 | Souvenir de captivité                                        | L. Danel                       |
| 1922  | Joies et tristesse (non retrouvé)                      | Poèmes                                                       | A. Blaizot                     |
| 1925  | Ma Petite Patrie                                       | Poèmes                                                       | A. Blaizot                     |
| 1928  | La Rançon du progrès                                   | Poésies                                                      | L. Danel                       |
| 1930  | Une "Récappée" : Mme d'Hoëst-Dentant, Héroïne Lilloise | Livre historique                                             | Mercure de Flandre             |
| 1931  | La Vocation de Téniers                                 | Un acte en vers                                              | Mercure de Flandre             |
| 1932  | La Poésie de la Mer                                    | Poèmes                                                       | La Caravelle                   |
| 1932  | Le DICT de Jacquemars Giélée                           | Deux actes en vers                                           | La Caravelle                   |
| 1932  | Mes petits enfants (non retrouvé)                      | Poèmes                                                       | H. Blondel                     |
| 1933  | La Psychologie du Poète                                | Étude sur les Poètes et la Poésie                            | La Caravelle                   |
| 1933  | Le Nid déserté                                         | Pièce en trois tableaux                                      | G. Frère                       |
| 1934  | Le Miracle de la Treille                               | Deux actes en vers                                           | La Caravelle                   |
| 1934  | Un Gars de Flandre                                     | Récit romancé, historique et guerrier                        | La Caravelle                   |
| 1935  | La Terre, poèmes géorgiques de Flandre                 | Poèmes                                                       | La Caravelle                   |
| 1935  | Le Jeu de sainct Nicolas                               | Un acte en vers                                              | La Caravelle                   |
| 1936  | En joue… Feu ! ou La Mort du Roi Murat                 | Trois actes en vers                                          | La Caravelle                   |
| 1936  | Croquis d'Algérie                                      | Poèmes sur l'Algérie                                         | La Caravelle                   |
| 1937  | Le Poème du vent                                       | Poèmes                                                       | La Caravelle                   |
| 1938  | Le Miracle de la Vierge Nautonière                     | Un acte en vers                                              | La Caravelle                   |
| 1939  | Douze Sonnets votifs - Manuscrits                      | Poèmes                                                       | E. Raoust                      |
| 1939  | La Splendeur du Feu                                    | Poèmes                                                       |                                |
| 1945  | Mémoires                                               | Mémoires                                                     |                                |
| 1946  | L'Âme de la Flandre                                    | Poèmes dialogués                                             |                                |
| 1946  | Le Poète et la Cité                                    | Poèmes dialogués                                             | Éditeur culturel de l'Houtland |
| 1946  | Les Ailes qui virent                                   | Poèmes dialogués                                             | E. Raoust                      |
| 1947  | La Bélandre qui passe                                  | Poèmes dialogués                                             | E. Raoust                      |
| 1951  | Mes arrière petits-enfants                             | Poèmes                                                       |                                |
| 1952  | Le Soir qui descend ou l'Eucologe du Vieillard         | Poèmes                                                       | Crouans et Roques              |
| 1953  | Les Sept Péchés capitaux                               | Poèmes satiriques                                            | Crouans et Roques              |
| 1954  | Statuettes                                             | Poèmes                                                       | Crouans et Roques              |
| 1954  | Trois Contes                                           | Contes                                                       | La Plume d'or                  |
| 1955  | Les Statues et les Portes de Lille                     | Étude détaillée                                              | E. Raoust                      |
| 1957  | Le Poète à l'écoute                                    | Poèmes                                                       | Crouans et Roques              |
| ?     | Les Vieilles Rues de Lille (non retrouvé)              | Étude détaillée                                              | E. Raoust                      |
| ?     | À la Soupe !                                           | Entraide à la suite de la Guerre (œuvre de sa fille Cécilia) | Service familial d’entraide    |